# نادين مورانو
نادين مورانو (بالفرنسية: Nadine Morano) مواليد 11 يونيو 1963 في نانسي، في منطقة لورين فرنسا، هي سياسية فرنسية، وعضو بارز في الحزب الحاكم.

## السيرة الذاتية
هي أم مُطلقة ل3 أبناء أتمت دراستها بكلية الحقوق بنانسى وعملت كمسؤلة في الحكومات المحلية.أثناء دراستها الجامعية كانت عضوة بالجناح الشبابى للحزب الفرنسى الوحدة من أجل الديمقراطية وتعرفت على نيكولا ساركوزى واقتربت للخط السياسى.اعتبارأ من عام 2002 شاركت في إدارة حزب الاتحاد من أجل حركة شعبية.تولت منصب المتحث الرسمى للحزب عام 2007-2008.أنتُحِبت كعضوة في البرلمان في انتخابات2002و2007.
كما عملت بحكومة فرنسوا فيون أعوام 2008-2012.خسرت انتخابات فرنسا العامة عام 2012.دعمت جان فرنسوا كوبيه لرئاسة العامة للحزب في مؤتمر الاتحاد من أجل حركة شعبية 2012.اعتباراً من يناير 2012 أصبحت مسؤولة عن الأعمال الانتخَابية للحزب.كما كانت على قائمة أول المرشحين للانتخبابات في المحيط الشرقى لاتحاد من أجل حركة شعبية في انتخابات البرلمان الاوربى 2014.أعلنت عدم كونها ضد زواج المثليين وتبنى العائلات المثلية بالرغم من كونها كاثوليكية ملتزمة.كما طلبت من أعضاء الجبهة الوطنية التصويت لصالحها في الجولة الثانية من الانتخابات البرلمانية 2012 والتي تقع في الجبهة اليمنى من اتحاد من أجل حركة شعبية.وفي نهاية عام 2012 أسست بنفسها حزب تابعاً ايضاً لاتحاد من أجل حركة شعبية.(الوحدة من أجل الشعب الفرنسى) ووفقاً لها هذا الحزب سيدافع عن قيم الشعب والجمهورية.كما تُعرف ضمن الأسماء المقربة لنيكولا ساركوزى.

## وظائفها
- 18مارس2008-16 يونيو 2009 : وزيرة الأسرة قبل ان تكون وزيرة العمل والعلاقات الاجتماعية والأسرة والتضامن.
- 23يونيو 2009-13 نوفمبر 2010 : كانت وزيرة الأسرة والتضامن قبل وزيرة العمل والعلاقات الاجتماعية والأسرة والتضامن والمدينة.
- 14 نوفمبر 2010-10 مايو 2012: وزيرة التشكيل الوظيفى قبل أن تكون وزيرة العمل والعمالة والصحة.

## الجمعية
19 يونيو 2002-16 أبريل 2008: عضوة الدورة الخامسة لانتخابات مورت وموزيل.

## الحكومات المحلية
29 مارس 2004...: عضوة بالمؤتمر الأقليمى لورين.

## البرلمان الأوربى
-1 يوليو 2014....: عضوة بالبرلمان الأوربي.